# Sowanda jezik
Sowanda jezik (waina, wanja, wanya, wina; ISO 639-3: sow), papuanski jezik porodice border, skupine waris, kojim govori oko 1 180 ljudi u graničnom pojasu Papue Nove Gvineje i Indonezije na Novoj gvineji. U Indoneziji ga govori oko 210 ljudi (2002 SIL) južno od Jayapure i 970 (2000 popis) u Papui Novoj Gvineji, u distriktu Amanab, provincija Sandaun .
Dijalekti punda-umeda (umada) i waina možda su posebni jezici.

## Vanjske poveznice
- Ethnologue (14th)
- Ethnologue (15th)